# ポップアート

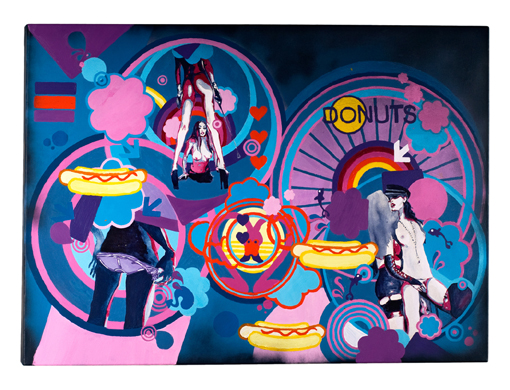
Angelina Probst the sexiest gallery Berlin Germany

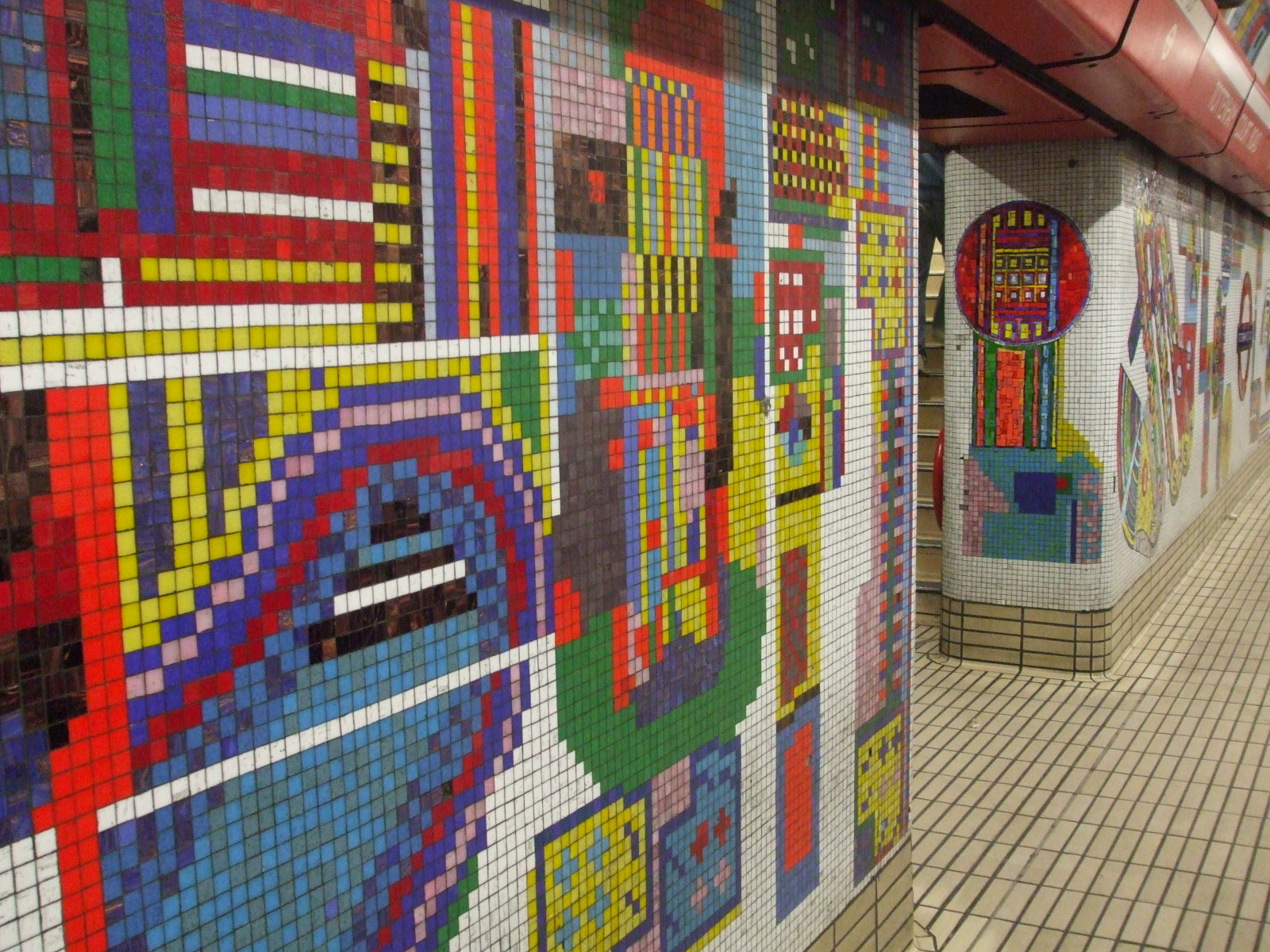
Paolozzi mosaic designs for Tottenham Court Road Station. Location shown is the Central Line westbound platform (1984).

ポップアート（pop art）は、現代美術の芸術運動(アート・ムーブメント)のひとつで、大量生産・大量消費の社会をテーマとして表現する。雑誌や広告、漫画、報道写真などを素材として扱う。1950年代半ばのイギリスでアメリカ大衆文化の影響の下に誕生したが、1960年代にアメリカ合衆国でロイ・リキテンスタインやアンディ・ウォーホルなどのスター作家が現れ全盛期を迎え、世界的に影響を与えた。

## 起源
第二次世界大戦後の先進国では、だれもが毎日、大量生産の製品に囲まれ、それらを消費し、テレビや雑誌でその広告にさらされる生活を送っている。ポップアートの運動の中には、これら下世話な製品やサブカルチャー、生活様式を批判する意図をこめたものもあれば、むしろ自分達を取り巻く大量生産・大量消費社会の風景を、山や海や農村にかわる新しい「風景」ととらえ、親しみ深い風景の一部である商品や広告を、淡々とあるいは美しく「風景画」に描こうとするものもあった。

## 1950年代半ばのイギリス
最初にポップアートが盛んになったのはイギリス（特にロンドン）であった。エドゥアルド・パオロッツィは戦後間もなく、米軍兵士らと共に持ち込まれたアメリカの雑誌の切り抜きでコラージュを作り、すでにポップアートの始まりとなる作品を作っていた。
1952年から、ロンドンのICAというギャラリーで、パオロッツイら若い美術家やローレンス・アロウェイなど評論家が集まり、「インディペンデント・グループ」というグループを組んで芸術と大衆文化のかかわりの研究を続けていた。第二次世界大戦後の疲弊したイギリスに豊かなアメリカから急速に浸透し、若者を夢中にさせていた広告やSFや漫画や大衆音楽などのアメリカ大衆文化に対する皮肉で客観的な目もあったが、これらを敵とするよりはむしろ現代を見直す新しい素材を提供するものとしてどんどん活用しようという発想もあった。「ポップアート」という言葉の誕生は、この研究のさなか、ローレンス・アロウェイが1956年に商業デザインなどを指して「ポピュラーなアート」という意味で使用したときである。
同年、この成果を元にロンドンで『これが明日だ』展が開催された。ここで発表されたリチャード・ハミルトンの作品『一体何が今日の家庭をこれほどに変え、魅力あるものにしているのか』は、雑誌や広告の魅力的な商品やゴージャスなモデル写真を切り貼りしたコラージュで、ポップアートの先駆的作品といわれている。特にボディビルダーの男性が持つロリポップキャンディーの包み紙の「POP」の文字が強い印象を与えた。
ハミルトンは翌年、この展覧会を振り返って「ポップ」（大衆文化）を次のようなものだとした。
イギリスのポップアートは1961年、デイヴィッド・ホックニーら多くの若い美術家が出展した『ヤング・コンテンポラリーズ』展で全盛を迎えた。

## 1950年代末のアメリカ
実際にポップアートが盛んになったのは、ポップの元となる商品や大衆文化の発信地、1960年代のアメリカ（特にニューヨーク）である。戦後のイギリス人にとっては（戦後の日本人と同じく）アメリカの格好いい商品や大衆文化は眩しいものだったが、アメリカ人にとってはどこにでも売っているただの日用品で日常風景の一部であり、むしろ格好悪い物であった。ただ当初はそれを美術に直接使うことは、アメリカの芸術の前衛にあったモダニズムの立場や保守的な観衆から思わぬ強い反発を受けた。
ニューヨークでは1950年代以来ジャクソン・ポロックらに代表される抽象表現主義が全盛を極めており、人間より大きなキャンバスに色彩を展開させ、始めも終わりもない抽象的な色面で全面を覆うオールオーバーな絵画が主流を占めていた。批評家クレメント・グリーンバーグらに主導され、より平面的で、より壮大で崇高な絵画を目指した彼ら抽象表現主義の人々は、モダニズムを信奉する立場であり、「グッド・デザイン」を規範とし、大衆文化を芸術の前進する方向とは逆らう「キッチュ」（ドイツ語の"verkitschen" 「低俗化する」が語源）として退けていた。
これに対し、1950年代末にロバート・ラウシェンバーグやジャスパー・ジョーンズらが、廃物や既製品のがらくたなど現実から持ってきた物体を絵に貼り付けたり、標的や数字や星条旗の図柄などおよそ絵にはならないありふれたイメージを描き始め、モダニズムの好む「グッド・デザイン」に反するような行動を始めた。彼らのようなアメリカのポップアートの作家は、しばらくの間は「ネオダダ」とも呼ばれていた。ポップアートにはその辺にある既製品をそのまま使用して芸術とするレディメイドの手法など、ダダイスムや反芸術が強く影響していたからである。既製品や既成のイメージを使った彼らネオダダは、抽象表現主義に取り組んでいたアーティストや抽象表現主義に飽き始めていた観客らに衝撃を与えた。

## ポップアートの受容
その後、1960年代に入りアメリカのポップアートの代表格ともいえるロイ・リキテンスタインと、商業デザイナーだったアンディ・ウォーホルの二人が、コミックスの拡大模写によって世に出た。大量に印刷され、絵柄も似たり寄ったりの漫画は、既製のイメージの中でも最もキッチュで悪趣味なものではあるが、単純で力強い線などが魅力的であり「グッド・デザイン」を粉砕する威力があった。アンディ・ウォーホルはその後キャンベル・スープの缶、ブリロ（洗剤）の箱、マリリン・モンローなど女優や有名人の写真などいたるところにあるイメージを用いた版画を大量生産した。1961年に渡米していたローレンス・アロウェイがアメリカに「ポップアート」という言葉を紹介し、これらの傾向の呼び名になった。
ポップアートは映画や漫画などの大衆文化同様、観客の心を一瞬で掴む強い魅力的なイメージを持っているのでわかりやすく、しかもアメリカの大量生産品や大衆文化をテーマにしているため、アメリカの豊かさを賛美する魅力的な芸術として歓迎された。逆にここからアメリカの大量生産品や大衆文化の悪趣味さや、商品を大量に消費し豊かになってもなお逃げられない死の影を見出す者もいた。
ウォーホルとリキテンスタインらポップアートの作家たちは、カウンターカルチャーの時代における大衆絵画作家としても成功した。大衆文化の多くはマーケティングにより顧客を調査し、大量に販売し使い捨てられることが常だったが、大衆（特に若者）の側も工業製品的な音楽やイラストばかりでなく、多少いびつでもアーティストと呼べる者が作った個性的な作品による知的刺激や現状への異議申し立てを求めていた。ポップアートも、商品やメディアに囲まれて育った世代の若者の原風景であるスターや商品を魅力的に描いて若者に刺激を与え、その版画作品は熱狂的に受け入れられた。

## ポップアートの消滅と継承
ポップアートの熱狂は1960年代末になると、クールで静謐なミニマルアートや大地いっぱいに作品をつくり売買を拒否するようなアースワークに押され、美術の世界から急速に冷める。大衆文化も、異議申し立てを行う若者向けのカウンターカルチャーは再び巨大産業の消費システムに取り込まれ、その先はフォークロア、ヒッピー、ドラッグという現実逃避の方向に流れた。ポップアートの末期は、ドラッグによる幻覚を表現したピーター・マックスらのサイケデリックアートへと変質したが、これらはむしろ商業デザインとして大量消費されてしまう皮肉な結果となった。
広告美術はポップアートの最初の継承者となった。特にポップアートが示した、商品や大衆文化のイコンをもとに刺激的な作品を作るという発想は、広告美術を単に大衆に迎合し商品の情報を提供して消費をあおるだけのものから、商品を記号化し新しいヴィジュアルイメージを構築し、大衆の視覚文化をリードするものに変えた。広告には優れた写真家やイラストレーター、美術家が起用され、純粋芸術の要素を取り入れた個性的で新鮮で洗練された広告美術が登場し、大衆文化の一部としてうけいれられた。

## ポップアートの美術界における末裔
今日に至るまで、商品や広告のイメージは洗練される一方、広告による大量消費の呼びかけは日常生活を完全に侵食してしまっている。純粋芸術と大衆文化の間の壁がますます失われるにつれ、大衆的なイメージや大量生産商品を用いた美術はすでに当たり前のようになっている。
たとえば1980年代のニューヨークで大衆文化からの盗用を積極的に推し進めたシミュレーショニズムは、純粋芸術の崩壊と資本主義の高度化に対してポップアートをさらに過激にしたようなものだった。またソ連時代の1960年代からロシアでひそかに制作されていた、ありふれた公式美術の社会主義リアリズムを流用しながらソ連体制やロシア社会を批判した作品群は、ソ連末期以後公開されるようになり、ポップアートをもじって「ソッツ・アート」とよばれていた。

## 代表的なアーティスト
- ブリティッシュポップ
  - エドゥアルド・パオロッツィ
  - リチャード・ハミルトン
  - R・B・キタイ
  - デイヴィッド・ホックニー
  - ピーター・ブレイク (画家)（英語版）
  - アレン・ジョーンズ (画家)（英語版）
- ネオ・ダダ
  - ロバート・ラウシェンバーグ
  - ジャスパー・ジョーンズ
- ポップアート
  - アンディ・ウォーホル
  - コンラッド・リーチ
  - ロイ・リキテンスタイン
  - トム・ウェッセルマン
  - クレス・オルデンバーグ
  - ジム・ダイン
  - ジェームス・ローゼンクイスト
  - ラリー・リヴァース（英語版）
  - ジョージ・シーガル
  - キース・ヘリング
  - ジャン＝ミシェル・バスキア
  - ロバート・インディアナ
  - メル・ラモス（英語版）
  - ピーター・マックス
  - エド・ルシェ
  - アレックス・カッツ
  - エドゥアルド・アロヨ
  - ヴィック・ムニーズ（英語版）
  - マリーナ・カポス
- シミュレーショニズム
  - ジェフ・クーンズ
  - シェリー・レヴィーン
  - バーバラ・クルーガー
- ティンガティンガ

### 日本のポップアート・現代アート
- 草間彌生
- 靉嘔
- 田名網敬一
- 横尾忠則
- ヒロ・ヤマガタ
- 森村泰昌
- 日比野克彦
- 大竹伸朗
- 小沢剛
- 奈良美智
- 明和電機
- ヤノベケンジ
- 中村政人
- スーパーフラット
  - 村上隆
  - 青島千穂
  - 國方真秀未
  - タカノ綾
  - Mr. (アーティスト)
- 西山美なコ
- やなぎみわ
- 森万里子
- 小林史子 (アーティスト)
- トースティー
- 真珠子
- 渡辺おさむ
- Chim↑Pom
- 会田誠
- 日本画系
  - 天明屋尚
  - 山口晃
  - 山口藍[2]
  - 野口哲哉
  - 清水裕子（英語版）